# Репродуктивна біологія
Репродуктивна біологія — наука, що вивчає репродуктивну систему багатоклітинних організмів, рослин, тварин та людей. Покращене розуміння репродуктивної біології необхідне для лікування репродуктивних розладів та безпліддя.
Репродуктивна біологія, як наука вивчає статеве та нестатеве розмноження.  
Репродуктивна біологія передбачає дослідження впливу ендокринної дисфункції на фертильність у людей, та інших фізіологічних процесів, на які впливають репродуктивні гормони, такі як імунна функція, серцево-судинна функція, метаболізм.
Основні напрями вивчення репродуктивної біології: функція статевих та молочних залоз, репродуктивна геноміка, імунологія, біологічний годинник, безпліддя. 